# Новобурново
Новобурно́во (рос. Новобурново, башк. Яңы Бурны) — присілок (у минулому село) у складі Бірського району Башкортостану, Росія. Входить до складу Бурновської сільської ради.
Населення — 101 особа (2010; 112 у 2002).
Національний склад:
- росіяни — 85 %